# Distichia glabella
Distichia glabella là một loài rêu trong họ Neckeraceae. Loài này được (Hedw.) Brid. mô tả khoa học đầu tiên năm 1827.